# Graffenrieda caudata
Graffenrieda caudata är en tvåhjärtbladig växtart som beskrevs av John Julius Wurdack. Graffenrieda caudata ingår i släktet Graffenrieda och familjen Melastomataceae. IUCN kategoriserar arten globalt som sårbar. Inga underarter finns listade i Catalogue of Life.